# Atapuerca
Cet article concerne la commune d'Atapuerca. Pour les sites archéologiques de la Sierra d'Atapuerca, voir Sierra d'Atapuerca.
Atapuerca est une commune de 162 habitants (2019), située dans le Nord de l’Espagne, dans la comarque de El Arlanzón, dans la communauté autonome de Castille-et-León, province de Burgos. Il appartient à la mancomunidad Del Arlanzón / Rios Arlanzón y Vena. Atapuerca est aussi le nom du chef-lieu du municipio.
Le territoire de la commune est connu, en particulier, pour les importants vestiges préhistoriques humains qui y ont été trouvés à partir de 1976.
Le chef-lieu Atapuerca se trouve sur le Camino francés du pèlerinage de Saint-Jacques-de-Compostelle.

## Étymologie
Le nom dériverait de Altaporca, comme « haut », pour Aimery Picaud, dans son Guide du Pèlerin [réf. souhaitée].

## Géographie
Atapuerca se trouve à 17 km à l’est de Burgos.
Les monts d'Atapuerca, nommés Matagrande sur les cartes, offrent un paysage d'une grande sévérité, qu'une zone militaire ne rend pas plus souriant.

## Divisions administratives
La commune regroupe les deux localités suivantes :
1. Le hameau de Olmos de Atapuerca,
2. Le chef-lieu d'Atapuerca.

## Histoire

### Préhistoire
La commune d'Atapuerca a livré un ensemble de gisements très importants pour la connaissance de la Préhistoire humaine. Ces gisements ont livré des restes fossiles à l'origine de la définition d’Homo antecessor, le plus ancien représentant du genre Homo de l'Europe de l'Ouest. Un premier fossile était daté de 780 000 ans avant le présent. Un fragment de mandibule humaine associé à des objets en pierre taillée est désormais daté de 1,1 à 1,2 million d’années, ce qui a fait reculer de 400 000 ans la date certaine de présence humaine en Europe.
Homo antecessor pourrait être l'ancêtre de l'homme de Néandertal et de l’homme moderne. Ce fragment étant proche de fossiles plus anciens (1,8 million d'années) trouvés après 1991 à Dmanissi (Géorgie, Caucase), il pose la question d'une colonisation pré-humaine de l'Europe occidentale depuis l'Est plutôt que depuis le Sud.

### Période historique
Atapuerca est mentionné le 5 juillet 963 par un manuscrit dans lequel doña Fronilde fait une importante donation au monastère de Cardeña et indique les limites géographiques de la population : depuis Villafría, elles suivent une ligne qui par le rio Vena et depuis celui-ci « par le haut ce qui est de la Montagne d'Atapuerca continue jusqu'à l'église de San Vicente qui est sur la Grotte et suit directement le chemin qui arrive à l'Arlanzón ». La graphie qu'emploie le scribe en est "Adtaporka".
Le 1er septembre 1054, la bataille d'Atapuerca oppose en une lutte fratricide les royaumes de Castille et de Navarre après le décès de Sanche III le Grand. Les rois García el de Nájera (Navarre) et Ferdinand III de Leòn et Castille, (1037-1065) se combattent malgré l'intervention de quatre abbés (Íñigo d'Oña, Sisebuto de Cardeña, García de Arlanza et de Domingo de Silos) pour rétablir la paix. Durant la bataille (représentée toutes les ans par les habitants de la ville), le Navarrais Garcia El de Nájera, vaincu par son frère castillan Ferdinand, perdit à la fois sa province et la vie.
En 1591, Atapuerca apparaît dans un recensement avec 18 autres communes dans une communauté appelée Montes de Oca. Cette communauté compte environ 3 000 habitants.
En 1843, Atapuerca compte 203 habitants et le conseil municipal est présidé par l’abbé de l'église San Martín. En outre, la ville possède une école primaire, dont l'enseignant perçoit 200 réales et 24 arpents de pain.

#### Les Hospitaliers
En 1126, Alphonse VII cède la cité d'Atapuerca aux Hospitaliers de l’ordre de Saint-Jean de Jérusalem et la dote douze ans plus tard d'un fuero. L'ordre y établit une commanderie dite de Quintanilla (es) et Atapuerca qui faisait partie du grand prieuré de Castille et León.

## Culture locale et patrimoine

### Le pèlerinage de Compostelle
La localité d'Atapuerca se trouve sur le Camino francés du Pèlerinage de Saint-Jacques-de-Compostelle.
Le chemin vient d'Agés dans le municipio de Arlanzón ; la prochaine halte est Villalval dans le municipio de Cardeñuela Riopico.
L’actuelle Casa Hospital était précédée d'un hôpital pour les pèlerins qui fonctionne jusqu'au XVIIIe siècle.

### Édifice religieux
L’église San Martín date de la fin du gothique, début Renaissance.